# Inacreditável - A Batalha dos Aflitos
Inacreditável - A Batalha dos Aflitos é um documentário de longa-metragem brasileiro, dirigido por Beto Souza e lançado em 2006. O filme descreve a partida de futebol que ficou conhecida como Batalha dos Aflitos.

## Sinopse
Final de Campeonato Brasileiro. 35 minutos do segundo tempo. No estádio do adversário. Quatro jogadores a menos, expulsos. Com um pênalti contra si. De um lado, o goleiro. Do outro, mais de cem anos de glórias e incontáveis títulos que parecem condenados. Os normais desistiriam. Os bons perderiam. Mas ali estava o Grêmio. Estavam guerreiros imortais: sete em campo, milhões do lado de fora. Que ensinaram ao mundo que não tá morto quem peleja. 71 segundos depois, o milagre. A glória. Impensável, indescritível, inimaginável. Inacreditável. Inacreditável – A Batalha dos Aflitos é um documentário longa-metragem que narra a trajetória do Grêmio em seu ano mais difícil e mais maravilhoso. Recheado de depoimentos exclusivos de seus torcedores ilustres e desconhecidos, de jogadores e comissão técnica, com histórias jamais antes ouvidas e imagens para nunca serem esquecidas, não é apenas um filme sobre um time. Nem sobre futebol. É um filme sobre raça, paixão. Sobre luta e sofrimento. Sobre triunfo e redenção. Sobre as coisas que importam na vida. E sobre as coisas que importam mais do que a própria vida.
O Grêmio recém rebaixado pela segunda vez após acabar o Brasileiro de 2004 na última colocação, enquanto o Náutico não disputava a primeira divisão desde 1994. A Série B de 2005 última edição da Série B antes de se implementar um sistema de pontos corridos, com três fases e ao final a promoção de apenas de duas equipes. Na primeira fase, o Grêmio acabou em quarto e o Náutico em sétimo. Na segunda, com dois grupos de 4, o Náutico venceu seu grupo e o Grêmio ficou em segundo, e assim ambos foram para o quadrangular final que determinaria as equipes promovidas.
A última rodada, em 26 de novembro de 2005, teria duas partidas no Recife.  No Estádio do Arruda, o Santa Cruz enfrentava a Portuguesa, enquanto no Estádio dos Aflitos o Náutico recebia o Grêmio. Apenas a Portuguesa tinha poucas chances de classificação. O Grêmio precisava de, no mínimo, um empate para se garantir na Série A do ano seguinte e de uma vitória para ser campeão da Série B. O Náutico precisava vencer a partida para garantir o acesso junto com o Santa Cruz. A  situação financeira problemática do Grêmio implicava que em caso de não se classificar, o clube poderia decretar falência.

## Prêmios e Indicações
| Ano  | Prêmio        | Indicação                                     | Resultado | Ref.        |
| ---- | ------------- | --------------------------------------------- | --------- | ----------- |
| 2010 | Cinefoot 2010 | Melhor Filme de Longa-metragem (voto popular) | Venceu    | [ 7 ] [ 8 ] |